# 代森豪森
代森豪森是德国巴伐利亚州的一个市镇。总面积11.66平方公里，总人口1503人，其中男性742人，女性761人（2011年12月31日），人口密度129人/平方公里。